# Panaspis breviceps
Panaspis breviceps är en ödleart som beskrevs av  Peters 1873. Panaspis breviceps ingår i släktet Panaspis och familjen skinkar. Inga underarter finns listade i Catalogue of Life.